# Palazzetto Eucherio Sanvitale

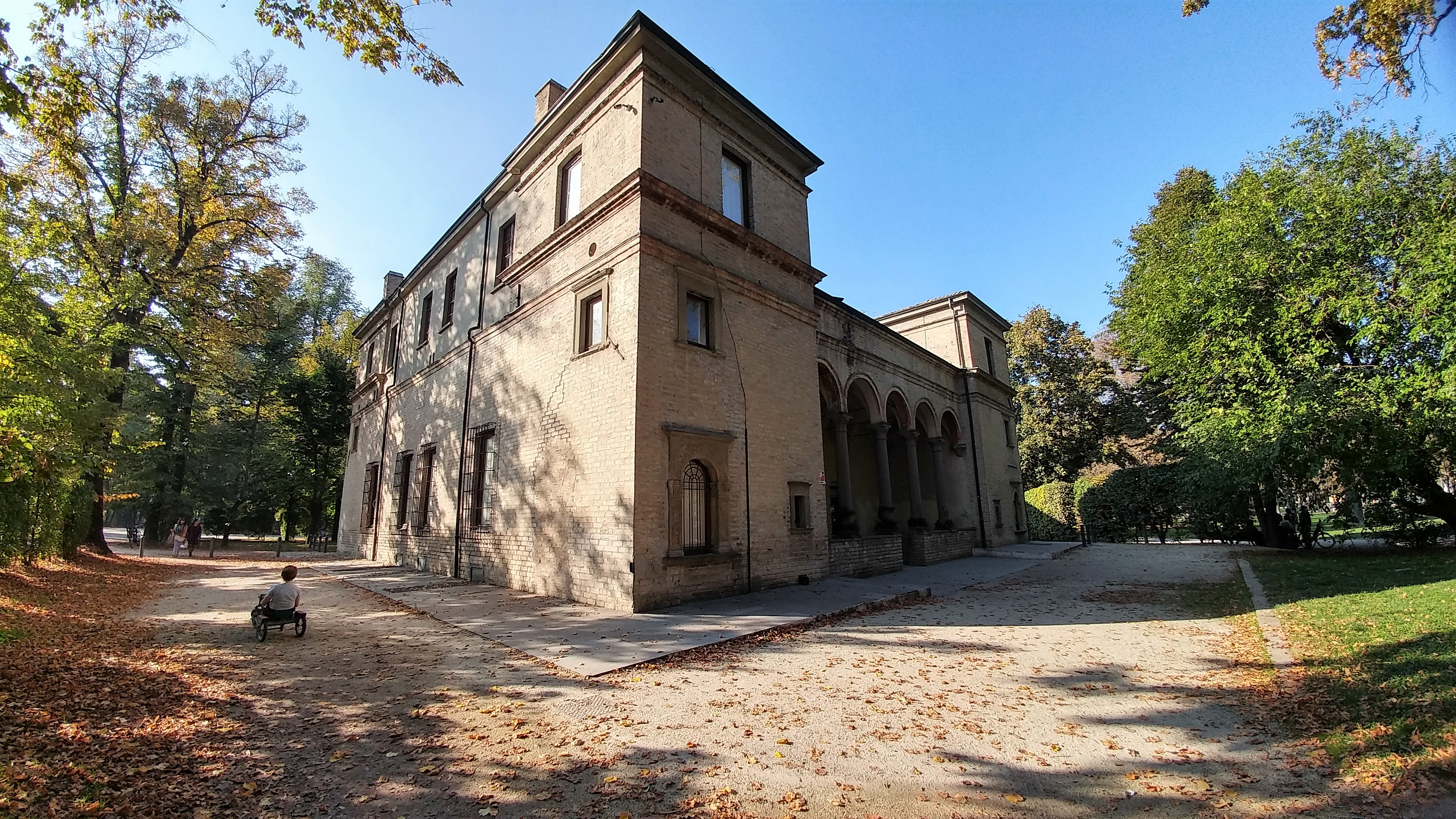
Palazzetto Eucherio Sanvitale in Parma

Der Palazzetto Eucherio Sanvitale, auch Casino di Codiponte oder Casino degli Umiliati genannt, ist ein kleiner Palast aus dem 16. Jahrhundert in Parma in der italienischen Region Emilia-Romagna. Er liegt im Parco Ducale 27a.

## Geschichte

Wappen der Sanvitales

Der Palazzetto Sanvitale ist ein kostbares Juwel aus dem Beginn des 16. Jahrhunderts. Die Humiliaten aus dem Kloster San Michele in Bosco (dt.: St. Michael im Walde) ließen es erbauen. Nachdem es in den Besitz von Scipione dalla Rosa gelangt war, kaufte es 1526 Gian Galeazzo Sanvitale, der Graf von Fontanellato, der es 1547 an seinen Sohn Eucherio übertrug. Dieser zog später nach Frankreich um, nachdem er zum Bischof von Viviers gewählt worden war.
Am 19. März 1561 überließ Eucherio Sanvitale das Casino, das ursprünglich nicht zum herzoglichen Park gehörte, und das umgebende Land dem Herzog Ottavio Farnese für 2000 Goldscudi.
In der zweiten Hälfte des 18. Jahrhunderts wurde daraus die Wohnstatt des Gärtners Nicolas Oranger, dem die Qualifikation „Governatore del giardino“ (dt.: Gouverneur des Gartens) verliehen wurde. In einigen Karten aus dieser Zeit ist der kleine Palast mit der Bezeichnung „Maison du Jardinier“ (dt.: Gärtnerhaus) versehen.
1840 ließ die Herzogin Marie-Louise von Österreich einige Räume zwischen den Türmchen auf der Südseite einfügen, wodurch ein echtes Obergeschoss entstand.

## Beschreibung

### Außenansicht

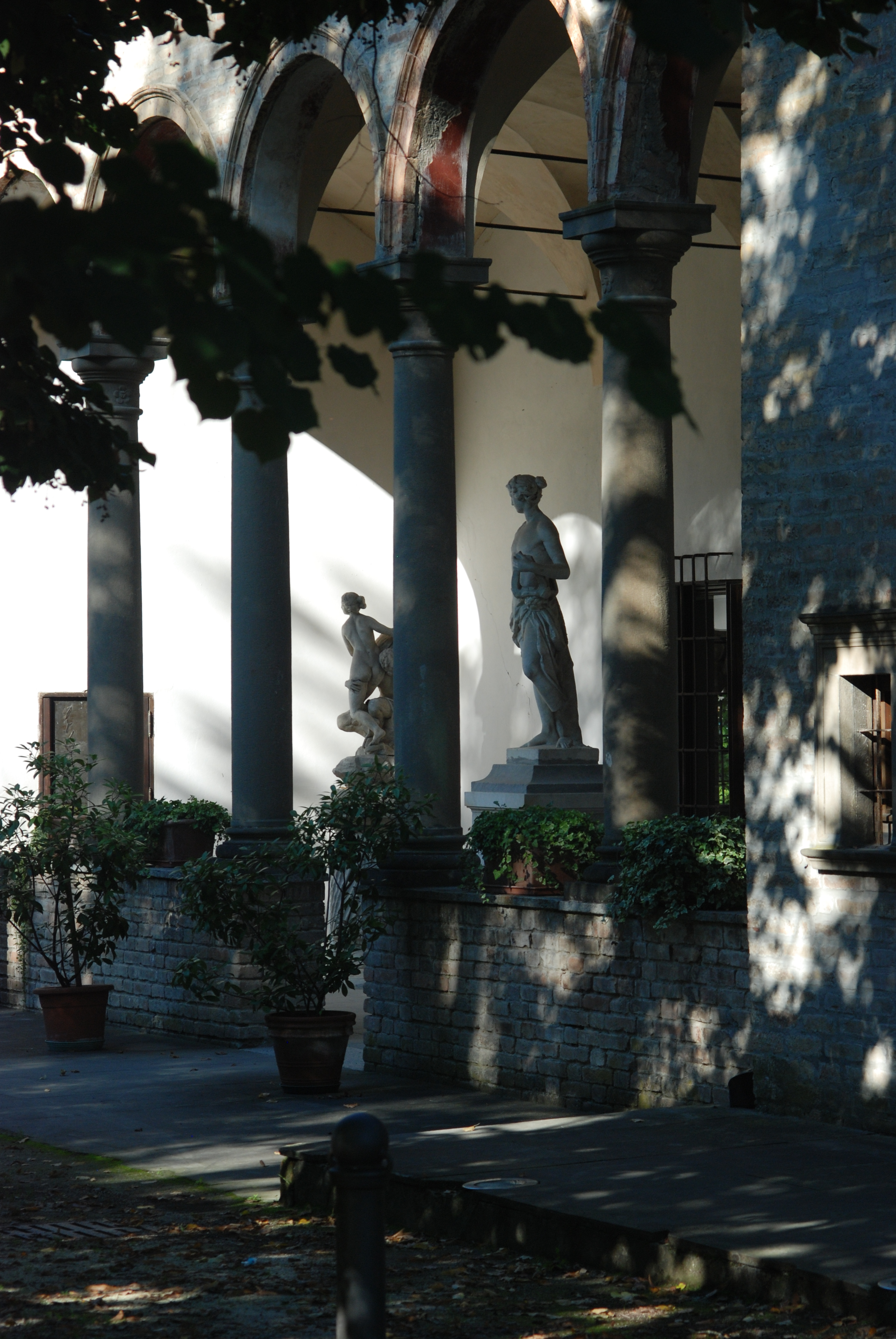
Äußere Loggia

Das Gebäude, das üblicherweise Giorgio da Erba Gian Francesco d’Agrate zugeschrieben wird, hat ziemlich bescheidene Ausmaße und nur ein Stockwerk, sowie einen H-förmigen Grundriss mit vier Ecktürmchen, die mit zwei begehbaren Loggien mit fünf Arkaden pro Seite, bestehend aus toskanischen Säulen. Über den beiden Eingängen wurden zwei Epigraphen eingeschlagen. Über dem Haupteingang steht „DII FACIENTES ADIUVANT“, über der Eingangstüre auf der entgegengesetzten Seite „DII BONA LABORANTIBUS VENDUNT“.

### Innenräume

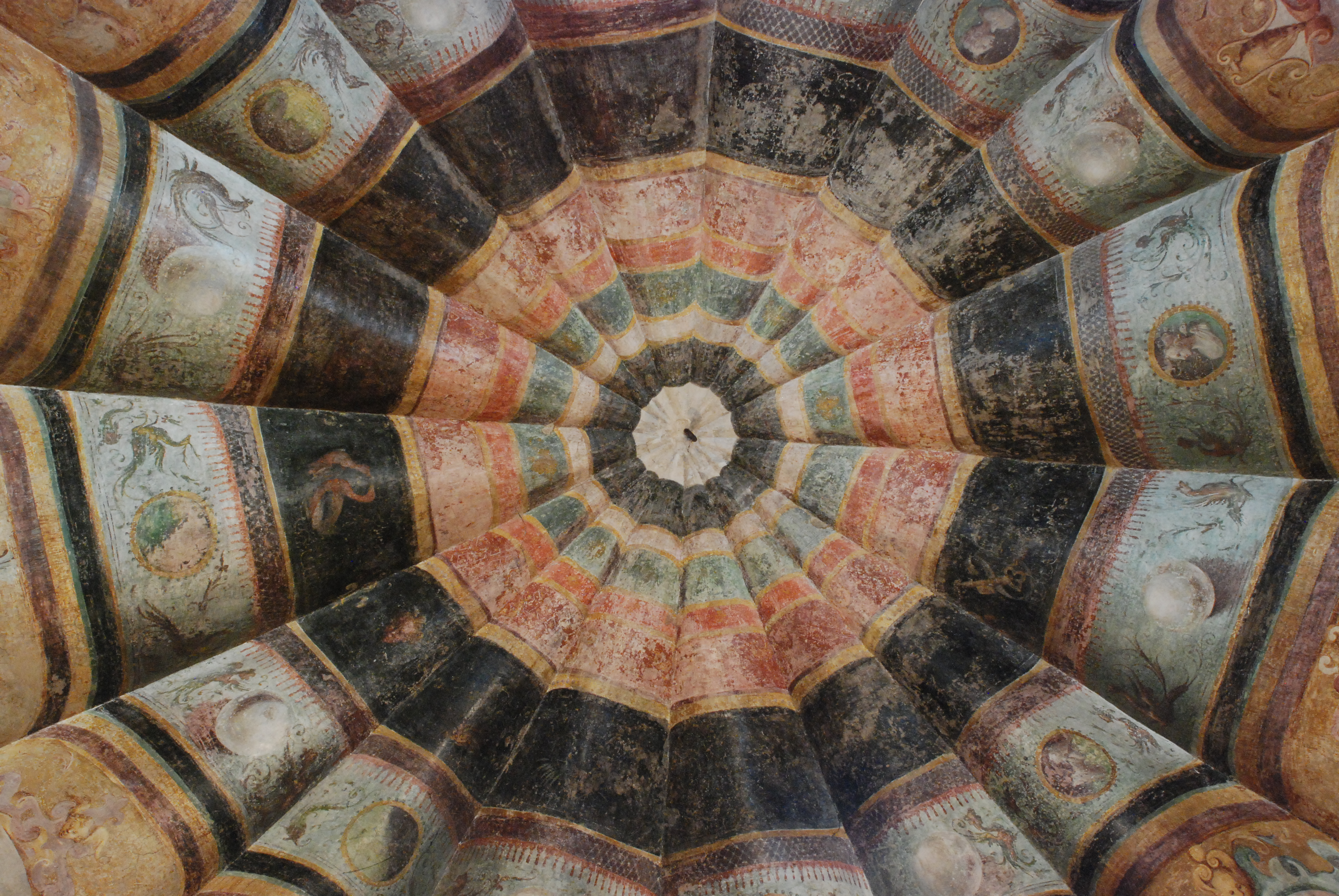
Detail der Sala del Velario

Das Innere des Gebäudes ist durch einen großen Durchgangssaal gekennzeichnet, aus dem man an den vier Ecken in die kleineren Räume gelangt, was dem Ganzen ein elegantes Aussehen verleiht. Die gesamte Anordnung ist auch durch das mittelalterliche Festungshaus inspiriert. Die Dekorationen dieses Saales wurden durch große Stuckarbeiten im Rahmen der letzten Restaurierung im Jahre 1975 beeinträchtigt.

#### Gewölbe

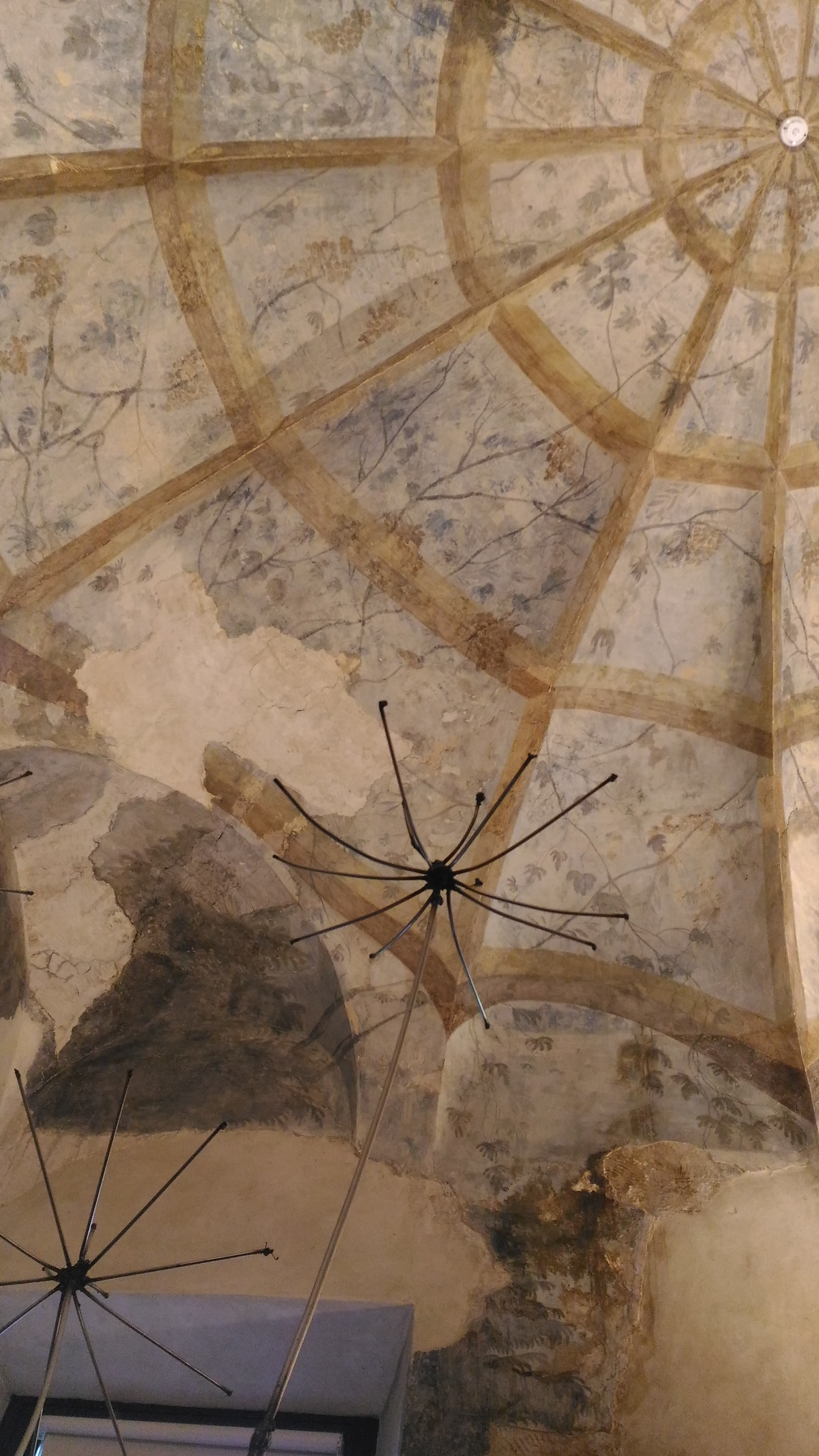
Detail der Sala del Pergolato mit Schattengewölbe

Die Gewölbe in zwei Räumen des kleinen Palastes sind „Schattengewölbe“, ein komplexes Architekturdetail, das sich auch in der Camera della Badessa (im Kloster San Paolo in Parma) findet, die von Antonio da Correggio mit Fresken versehen wurde und etwa zur selben Zeit entstanden ist. Die Gewölbestruktur zeigt 16 konzentrische Rippen mit gewölbter Oberfläche, aufgeteilt in vier auf jeder Seite. Diese Schattenanordnung galt als andere Art, den Himmel darzustellen. Dieselbe Art der Unterteilung von Gewölben findet sich auch im Baptisterium von San Giovanni.
Die Gewölbe wurden von Cesare Baglioni, einem Künstler, der 1574 am Hof der Farnese angestellt war, mit Fresken versehen. 1975, nach massiven Erneuerungen und radikalen Renovierungen wurden diese wunderschönen Fresken im Inneren des Palastes gefunden, der sich heute im Stadium des Verfalls befindet. Die Restaurierungen wurden von Silvia Baroni und Camillo Tarozzi durchgeführt und ermöglichten die Entdeckung der historischen Bedeutung des Casinos für die Architektur und die Malerei des 16. Jahrhunderts.

#### Sala del Pergolato
Die Sala del Pergolato (dt.: Pergolasaal) ist so mit Fresken verziert, dass die Illusion erweckt wird, man befinde sich im Freien, unter einer Pergola bei klarem Himmel. In den vier Wandecken finden sich massive Bäume, die sehr realistisch gemalt sind und von denen aus sich die Pergola erhebt, die sich über die gesamte Decke erstreckt.

#### Sala del Velario
Der zweite Saal zeigt ein Velarium, verziert mit verschiedenfarbigen Bändern, die dem Wechsel der Rippen des Schattengewölbes folgen. Sie sind mit Kamee und transparenten Kugeln. Man kann Gemeinsamkeiten mit dem Velariumssaal des Castello di Torrechiara finden.

#### Sala dei Paesaggi
In diesem Saal umgibt die umfangreiche Dekoration die von Parmigianino mit Fresken versehene Lünette. Das Deckenfresko ist durch weibliche Figuren, Meereslandschaften und Berge in flämischer Art gekennzeichnet, die von Phantasieelementen, wie Amphoren, Fischen, Vögeln und floralen Ornamenten eingerahmt sind.

#### Sala del Parmigianino

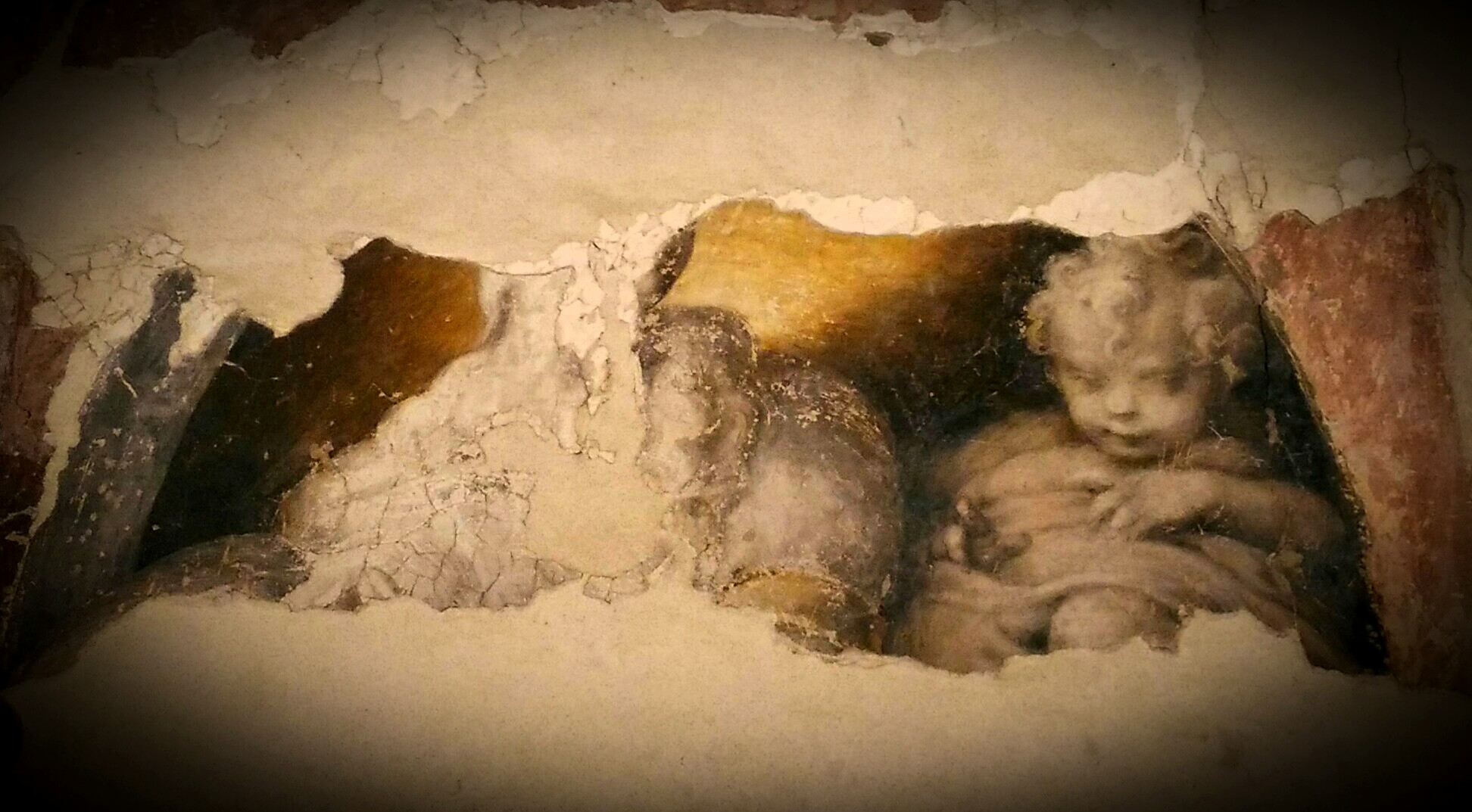
Madonna mit dem Kinde von Parmigianino

In einer Nische des Saales kann man die Madonna im Gebet mit dem Kind daneben sehen. Das Werk das vor 1524 datiert wird, kann dank dem Studium der Ausführungstechnik, die den Jugendwerken von Parmigianino, gekennzeichnet durch Gleitbahnen und ohne Zeichenlinien, wie sie für die Zeit vor seiner Reise nach Rom für ihn typisch waren, sehr ähnlich ist, diesem zugeschrieben werden. In diesem Saal finden wir auch weitere Loggien, die mit Vasen und Blumen, natürlichen Landschaften und Wäldern verziert sind.

#### Kapelle der Jungfrau
Im Südosttürmchen gibt es eine kleine Kapelle, die vollständig mit Fresken in Öl auf Mauerwerk versehen ist. Auf den vier Seiten sind dargestellt: Die Geburt der Jungfrau, die Vorstellung im Tempel, die Heirat der Jungfrau, die Verkündigung des Herrn und die Heimsuchung und dann immer der Reihe nach weiter die Anbetung der Hirten und die Anbetung der Könige. Dieser Raum wurde später als das restliche Gebäude dekoriert. Die Malereien werden Paolo Piazza zugeschrieben. Diese Kapelle diente Ranuccio I. Farnese, zur spirituellen Einkehr und wurde Anfang des 17. Jahrhunderts dem Franziskanerorden geweiht.